# Liste der Naturdenkmale in Göda
Die Liste der Naturdenkmale in Göda nennt die Naturdenkmale in Göda im sächsischen Landkreis Bautzen.

## Definition
„Naturdenkmäler sind rechtsverbindlich festgesetzte Einzelschöpfungen der Natur oder entsprechende Flächen bis zu fünf Hektar, deren besonderer Schutz erforderlich ist
1. aus wissenschaftlichen, naturgeschichtlichen oder landeskundlichen Gründen oder
2. wegen ihrer Seltenheit, Eigenart oder Schönheit.“

## Liste
Link zu einem Kartenansichtstool, um Koordinaten zu setzen.
| Bild                          | Bezeichnung                     | Lage                                           | Beschreibung | Datum | Nummer |
| ----------------------------- | ------------------------------- | ---------------------------------------------- | ------------ | ----- | ------ |
| mehr Fotos \| Fotos hochladen | Nedaschützer Skala              | Nedaschütz (51° 11′ 5,9″ N, 14° 16′ 49,3″ O)   |              |       | BZ009  |
| BW                            | Feuchtwiesenschutzgebiet Dahren | Dahren (51° 11′ 6,2″ N, 14° 18′ 19,9″ O)       |              |       | BZ021  |
| BW                            | Großer Stein Sollschwitz        | Sollschwitz (51° 13′ 1,9″ N, 14° 19′ 18,9″ O)  |              |       | B049   |
| BW                            | Seitschener Skala und Burgwall  | Seitschen (51° 9′ 46,3″ N, 14° 19′ 48,8″ O)    |              |       | BZ072  |
| mehr Fotos \| Fotos hochladen | Schanze Dahren                  | Dahren (51° 11′ 11,7″ N, 14° 18′ 21,5″ O)      |              |       | BZ075  |
| Fotos hochladen               | Stieleiche                      | Coblenz (51° 11′ 46″ N, 14° 17′ 4,4″ O)        |              |       | 250    |
| BW                            | Kiefer                          | Neuspittwitz (51° 9′ 54,2″ N, 14° 16′ 34,9″ O) |              |       | 251    |